# Liste der Monuments historiques in Prunay-Belleville
Die Liste der Monuments historiques in Prunay-Belleville führt die Monuments historiques in der französischen Gemeinde Prunay-Belleville auf.

## Liste der Objekte
| Bezeichnung                      | Beschreibung                                                        | Standort                                       | Kennzeichnung | Schutzstatus | Datum | Bild |
| -------------------------------- | ------------------------------------------------------------------- | ---------------------------------------------- | ------------- | ------------ | ----- | ---- |
| Gemälde Maria Magdalena im Gebet | Ölfarbe auf Leinwand, 18. Jahrhundert                               | Belleville, in der Kirche Ste-Madeleine (Lage) | PM10003944    | Inscrit      | 1978  |      |
| Skulptur Marienhaupt (1)         | Kalkstein, farbig gefasst, 16. Jahrhundert; in der Mairie deponiert | Belleville, in der Kirche Ste-Madeleine (Lage) | PM10001665    | Classé       | 1978  |      |
| Zwei Paxtafeln                   | Metall, versilbert und vergoldet, 18. Jahrhundert                   | Prunay, in der Kirche St-Germain (Lage)        | PM10003945    | Inscrit      | 1978  |      |
| Skulptur Heilige Katharina       | Kalkstein, farbig gefasst, undatiert                                | Belleville, in der Kirche Ste-Madeleine (Lage) | PM10003943    | Inscrit      | 1978  |      |
| Türbeschlag                      | Schmiedeeisen, 16. Jahrhundert; in der Mairie deponiert             | Belleville, in der Kirche Ste-Madeleine (Lage) | PM10001663    | Classé       | 1913  |      |
| Skulptur Maria Magdalena         | Kalkstein, farbig gefasst, 14. Jahrhundert                          | Belleville, in der Kirche Ste-Madeleine (Lage) | PM10001664    | Classé       | 1978  |      |
| Skulptur Marienhaupt (2)         | Kalkstein, 14. Jahrhundert; in der Mairie deponiert                 | Belleville, in der Kirche Ste-Madeleine (Lage) | PM10001666    | Classé       | 1978  |      |